# Lípa u Hroníka
Lípa u Hroníka je památný strom lípa malolistá (Tilia cordata) u Luhova, části města Toužim v okrese Karlovy Vary v Karlovarském kraji. Strom roste severně od Luhova při Luhovském potoce na západním konci hráze Dolního luhovského rybníka. Poblíž památného stromu se nacházejí pozůstatky bývalého mlýna. Strom převyšuje okolní stromy i náletové dřeviny a je nápadný už z dálky přes hladinu rybníka.
Nízký dutý kmen se v necelých třech metrech dělí do dvojice souběžných kosterních větví, které se dále bohatě člení. Hustá rovnoměrně tvarovaná koruna stromu má vejcovitý tvar a sahá do výšky 26 m. Obvod kmene měří 412 cm (měření 2014). Hrozí roztržení stromu podél puklin v dutém kmeni, které se táhnou z rozvětvení kosterních větví až k bázi kmene.
Lípa je chráněna od roku 2011 jako krajinná dominanta a historicky důležitý strom.

## Stromy v okolí
- Dub v Radyni
- Prohořská lípa
- Blažejská lípa
- Branišovský dub